# Polymorphinella
Polymorphinella es un género de foraminífero bentónico de la subfamilia Polymorphininae, de la familia Polymorphinidae, de la superfamilia Polymorphinoidea, del suborden Lagenina y del orden Lagenida. Su especie-tipo es Polymorphinella vaginulinaeformis. Su rango cronoestratigráfico abarca desde el Landeniense (Paleoceno superior) hasta el Pleistoceno.

## Discusión
Polymorphinella ha sido considerado un sinónimo posterior de Astacolus. Clasificaciones previas incluían Polymorphinella en la superfamilia Nodosarioidea.

## Clasificación
Polymorphinella incluye a las siguientes especies:
- Polymorphinella elongata †
- Polymorphinella exacuta †
- Polymorphinella lemoinei †
- Polymorphinella nemunensis †
- Polymorphinella subcompressa †
- Polymorphinella vaginulinaeformis †

Otra especie considerada en Polymorphinella es:
- Polymorphinella pacificus †, aceptado como Astacolus pacificus †